# Philip Graves
Philip Perceval Graves (Cork, 25 febbraio 1876 – Cork, 3 giugno 1953) è stato un giornalista irlandese. Mentre lavorava come corrispondente del quotidiano britannico The Times a Istanbul, scoprì che i Protocolli dei Savi di Sion altro non erano che un falso documentale, creato con l'obbiettivo di diffondere l'antisemitismo.

## Biografia

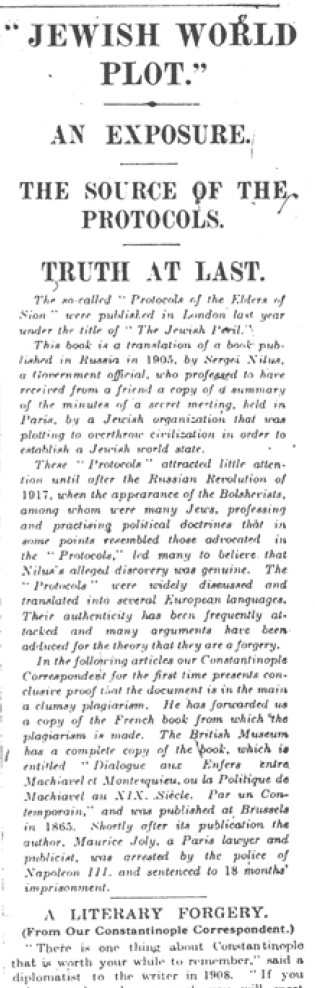

Graves, figlio maggiore dello scrittore Alfred Perceval Graves (1846-1931), nacque a Ballylickey Manor, Contea di Cork, in Irlanda, in un’illustre famiglia anglo-irlandese. Studiò a Haileybury e all'Università di Oxford. Dopo aver lavorato corrispondente per il quotidiano The Times nell'Impero Ottomano, che in seguito agli avvenimenti della Prima Guerra Mondiale dovette abbandonare, ritornò in patria. Alla fine delle ostilità riprese la sua attività di corrispondente estero, lavorando in India, nei Balcani e nel Levante, prima di ritornare nuovamente nel Regno Unito, a Londra, dove divenne redattore del quotidiano per cui lavorava.
Nonostante il suo stesso giornale l'anno precedente ne avesse quasi avallato - con la pubblicazione di una recensione - l'autenticità, Philipp Graves, nel 1921, scrisse e pubblicò una serie di articoli, nei quali veniva provata la totale falsità dei Protocolli Dei Savi Di Sion e veniva spiegato come questi altro non fossero che un plagio, come scrisse Graves stesso, di un libello del 1864 intitolato Dialogue aux enfers entre Machiavel et Montesquieu (Dialogo agli inferi tra Machiavelli e Montesquieu), scritto dall'autore satirico francese Maurice Joly.
Andò in pensione a 70 anni, nel 1946, e tornò nel suo paese natale, dove si dedicò alla zoologia. Morì nel 1953, a 76 anni.